# Scatopse nicarbonaria
Scatopse nicarbonaria är en tvåvingeart som först beskrevs av Miller 1950.  Scatopse nicarbonaria ingår i släktet Scatopse och familjen dyngmyggor. Inga underarter finns listade i Catalogue of Life.